# Rudnia Simoniczeska
Rudnia Simoniczeska (biał. Сіманіцкая Рудня, Simanickaja Rudnia; ros. Симоничская Рудня, Simoniczskaja Rudnia) – wieś na Białorusi, w obwodzie homelskim, w rejonie lelczyckim, w sielsowiecie Simonicze.

## Nazwa
W źródłach polskich pojawia się pod nazwami Rudnia Simoniczeska, Rudnia Simonowska oraz Rudnia Simonowicka.

## Warunki naturalne
Miejscowość położona jest wśród dużego kompleksu leśno-bagiennego, na terenie Prypeckiego Parku Narodowego. Obok wsi przepływa Swinawod.

## Historia
W XIX i w początkach XX w. położona była w Rosji, w guberni mińskiej, w powiecie mozyrskim, w gminie Lelczyce.
Po I wojnie światowej pod administracją polską, w Zarządzie Cywilnym Ziem Wschodnich, w okręgu brzeskim, w powiecie mozyrskim, w gminie Lelczyce.
W wyniku postanowień traktatu ryskiego znalazła się w granicach Związku Sowieckiego. Od 1991 w niepodległej Białorusi.